# ララ・ロビンソン
ララ・ロビンソン（Lara Robinson、1998年1月1日 - ）は、オーストラリアの女優。

## 出演作品
- ノウイング（ルシンダ・エンブリー、アビー・ウェイランド）